# Conthey (district)
Het district Conthey (Frans: District de Conthey, Duits: Gundis) in het kanton Wallis in Zwitserland omvat de volgende gemeenten:
| Gemeentenaam | Inwoners (x) | Oppervlakte (km²) |
| ------------ | ------------ | ----------------- |
| Ardon        | 2.964        | 20,4              |
| Chamoson     | 3.365        | 32,4              |
| Conthey      | 8.195        | 85,1              |
| Nendaz       | 6.121        | 85,9              |
| Vétroz       | 5.407        | 10,4              |

Brig · Conthey · Entremont · Goms · Hérens · Leuk · Martigny · Monthey · Östlich Raron · Saint-Maurice · Sierre · Sion · Visp · Westlich Raron